# Pygathrix cinerea
Pygathrix cinerea är en primat i släktet kostymapor som förekommer i södra Vietnam. Arten räknades tidigare som en underart till den vanliga kostymapan men godkänns nu oftast som självständig art.
Arten har ljusgråa armar och ben medan händer och fötter är svarta. Vid de svarta skuldrorna finns ett litet orange band. Ansiktets delar som saknar hår är gulbrun med några ljusorange ställen. Mellan ansiktet och övre huvudets gråa päls finns ett svart band. Liksom andra kostymapor har Pygathrix cinerea en mage som är delat i flera kamrar. Med en genomsnittlig vikt av 10,9 kg är hannar lite tyngre än honor. Honor når cirka 8,2 kg vikt.
Denna kostymapa vistas i städsegröna och i delvis lövfällande skogar. Den klättrar främst i växtligheten och äter huvudsakligen blad. Födan kompletteras med frukter, blommor, frön och unga växtskott.
Individerna är aktiva på dagen och de sover på natten i kronan av ett träd med tätt löv. Liksom hos andra kostymapor bildas flockar med ett väl utvecklat socialt liv. De förflyttar sig tillsammans, har olika läten för kommunikationen och vårdar varandras päls. Inom gruppen som består av flera vuxna hannar och honor samt deras ungar etableras en hierarki. Allmänt är alla hannar dominanta mot honorna. Efter dräktigheten som varar ungefär 210 dagar föds oftast mellan februari och juni en unge. Ungar av honkön blir efter cirka fem år könsmogna. De har antagligen vartannat år en kull.
Det största hotet mot arten är skogens omvandling till jordbruksmark. Dessutom dödas flera individer för köttets skull och för några kroppsdelar som används i den traditionella asiatiska medicinen. IUCN befarar att beståndet minskar med 80 procent under de följande 36 åren (tre generationer) och listar Pygathrix cinerea som akut hotad (CR). För att bevara arten inrättades ett avelsprogram i djurparker och nationalparker.